# Gonomyia (Leiponeura) fuscofemorata
Gonomyia (Leiponeura) fuscofemorata is een tweevleugelige uit de familie steltmuggen (Limoniidae). De soort komt voor in het Australaziatisch gebied.